# Subaru Exiga
Subaru Exiga — 7-местный компактвэн, выпускающийся японской компанией Subaru с 2008 года. Одноимённый концепт автомобиля был представлен на Токийском автосалоне в 2007 году. Продажи на внутреннем рынке начались в июне 2008 года. Также автомобиль продаётся в Сингапуре и Австралии (под именем Liberty Exiga, в связи с высокой популярностью модели Liberty). Название автомобиля состоит из слов «exciting» и «active» («захватывающий» и «активный»). В модельном ряду компактвэн заменил модель Traviq, на японском рынке эта модель является единственной семиместной у компании, так как модель Tribeca на нём не продаётся.

## Оснащение
Автомобиль имеет 3 ряда сидений, причём второй ряд находится выше первого, а третий — выше второго; также 2 ряд может сдвигаться вперёд на 180 мм для простого доступа к третьему. В спинки сидений встроены откидные столики. Также у автомобиля имеется панорамная крыша и кондиционер для передних пассажиров, однако регуляторы потоков воздуха настроены так, что идут и на задних пассажиров. В качестве атрибутов безопасности предоставляются 2 фронтальные и боковые подушки безопасности и боковые шторки безопасности для 2 и 3 рядов сидений, а также преднатяжители ремней безопасности и складывающиеся педали для снижения травм ног.

## Двигатель и трансмиссия
Exiga оборудуется 2-литровым чётырёхцилиндровым оппозитным двигателем в 2 версиях — атмосферной или турбированной с интеркулером, которая доступна только в высшей комплектации. На австралийском рынке также представлен 2,5-литровый двигатель. В качестве трансмиссии используется 4 или 5-ступенчатая автоматическая коробка передач; кроме того, с сентября 2009 года доступна бесступенчатая трансмиссия.
- Размерность шин — Bridgestone 205/60 R 16, 215/50 R 17
- Размерность колёс — 16x6.5JJ
- Передняя подвеска — независимая, типа MacPherson
- Задняя подвеска — независимая, на двойных поперечных рычагах
- Рулевое управление — электроусилитель (диаметр разворота — 11 метров)
- Передние тормоза — дисковые, вентилируемые, с сервоусилителем и АБС
- Задние тормоза — дисковые, с сервоусилителем и АБС и EBD

## Комплектации
Exiga предлагается в 4 комплектациях: 2.0i, 2.0i-L, 2.0i-S и 2.0GT, каждая из них также предлагается в полноприводном варианте (кроме последней, которая не имеет моноприводной версии). Полноценный полный привод предлагается также только модели GT, он имеет межосевой дифференциал, тогда как у остальных крутящий момент на задние колёса передаётся гидромеханической муфтой при пробуксовке передних. Модель 2.0GT отличается от остальных затемнённой решёткой радиатора (у обычных она хромированная) и воздухозаборником на капоте.

## Другие модели
На Токийском автосалоне 2009 года была представлена модель Exiga STi, мощность двигателя который была увеличена до 221 лошадиной силы, также немного был изменён экстерьер. В июле 2012 года была представлена версия Exiga tS, 300 экземпляров которой предназначены только для внутреннего рынка.

## Безопасность
Exiga прошла тест ANCAP (Australasian New Car Assessment Program — Австралийско-азиатская программа оценки и контроля новых автомобилей) в 2010 году:
| ANCAP                                                   |                    |       |
| · 33,31 · общий рейтинг                                 |                    |       |
| Рейтинги                                                | Фронтальный удар   | 13,31 |
| Рейтинги                                                | Боковой удар       | 16    |
| Рейтинги                                                | Столб              | 2     |
| Рейтинги                                                | Ремни безопасности | 2     |
| Протестированная модель: Subaru Liberty / Legacy (2009) |                    |       |

- Вид сзади
- Интерьер
- Exiga 2.0GT
- Exiga STi
- Концепт-кар Exiga
- Концепт-кар Exiga вид сзади